# Середниково (городской округ Химки)
Середниково — деревня в Московской области России. 
Населённый пункт входит в городской округ Химки. Население — 27 чел. (2010). На сборной карте уездов Московской губернии, по состоянию на 1766 — 1770 годы, село указано как Спаское, Середниково, на карте Московского уезда 1849 года населённый пункт уже указан как погост (главное селение округа с церковью) Середников, а на карте Московской губернии Шуберта, гравированной в Военно-топографическом депо, в 1860 году — Серединково (возможно гравёры ошиблись).

## География
Деревня расположена в центральной части Московской области, на западе округа, примерно в 15 км к западу от центра города Химки.

## История
На 1861 год Середниково стояло в 25 верстах от Москвы, от крюковской станции вёрст семь, а известно оно было под тремя названиями: село, где церковь, называлась Середниково, тут жил причет, барский двор и дом назывался Алешино (в честь Всеволодского), самая же деревня — Лигачево. 
Село как имение принадлежало Всеволодскому, он построил в нём барский каменный дом, великолепный скотный двор (в 1860-х годах в развалинах), насыпал гору сажен в семь вышины, чтоб поставить на ней беседку, и насадил на горе сосновую рощу. Для реки Горетовки вырыл другое русло, а из старого сделал пруды, через реку построил мосты, у самой реки — мыльню, которая стоила до 30 000 рублей, а на этом берегу развел великолепный английский сад.
По концам села стояли башни, словно церкви, а в середине рядами тянулись оранжереи. Мыльная потом была обращена в крахмальный завод, где бабы руками терли картофель, но и завод недолго стоял, а от сада остался дикий старый лес, который в 1860-х годах имел, у народа, название английский сад. По смерти Всеволодского имение перешло к Нестерову, а когда он разорился, то продал село и крестьян графу Салтыкову. Потом они перешли к Малышеву, а от него к 1860-м годам Аркадию Дмитриевичу Столыпину. В Середникове работалась (изготавливали) отличная мебель, которая шла в Москве за так называемую немецкую, и здесь делались лучшие вещи по заказу Блехшмита, Шмидта и тому подобное.
В 1994—2004 годах деревня входила в Кутузовский сельский округ Солнечногорского района, в 2005—2019 годах — в Кутузовское сельское поселение Солнечногорского муниципального района, в 2019—2022 годах  — в состав городского округа Солнечногорск, с 1 января 2023 года включена в состав городского округа Химки.

## Население
| 1852 | 1859 | 1899 | 1926 | 1998 | 2002 | 2010 |
| ---- | ---- | ---- | ---- | ---- | ---- | ---- |
| 40   | ↗53  | ↗94  | ↘16  | ↘10  | ↘3   | ↗27  |

## Известные люди
В деревне родился святой Русской православной церкви Алексий Скоробогатов.

## Достопримечательности
Недалеко от деревни находится одноимённый парково-усадебный ансамбль конца XVIII — начала XIX века.

## В литературе
- Иван Гаврилович Прыжов, «Из деревни», 1861 года.